# Пшистайня
Пшистайня (пол. Przystajnia) — село в Польщі, у гміні Бжезіни Каліського повіту Великопольського воєводства.
Населення — 201 особа (2011).
У 1975-1998 роках село належало до Каліського воєводства.

## Демографія
Демографічна структура станом на 31 березня 2011 року:
|          | Загалом | Допрацездатний вік | Працездатний вік | Постпрацездатний вік |
| -------- | ------- | ------------------ | ---------------- | -------------------- |
| Чоловіки | 105     | 24                 | 63               | 18                   |
| Жінки    | 96      | 16                 | 46               | 34                   |
| Разом    | 201     | 40                 | 109              | 52                   |